# Matthew Leitch
Matthew Leitch, född 19 mars 1975 i London, England, Storbritannien, är en amerikansk skådespelare. Matthew är mest känd för sin roll som SSgt. Floyd 'Tab' Talbert i den prisbelönade TV-serien Band of Brothers.

## Filmografi
- 2013 – Which Is Witch (TV-serie) (1 avsnitt)
- 2013 – Jean et Jim (Kortfilm)
- 2012 – Red Tails
- 2011 – Strike Back (TV-serie) (2 avsnitt)
- 2010 – Life Like Fire (Kortfilm)
- 2006–2009 – Genie in the House (TV-serie) (2 avsnitt)
- 2009 – Sabor Tropical
- 2008 – The Dark Knight
- 2006 – The Detonator
- 2004 – Popcorn & Coke (Kortfilm)
- 2003 – Mile High (TV-serie) (1 avsnitt)
- 2002 – Below
- 2002 – AKA
- 2001 – Band of Brothers (TV-serie) (7 avsnitt)
- 1998–2000 – Renford Rejects (TV-serie) (7 avsnitt)
- 1996 – Miami 7 (TV-serie) (1 avsnitt)